# Eva Kagan-Kans
Eva Kagan-Kans (1928-1988) fue una profesora y crítica literaria estadounidense, estudiosa del escritor ruso Iván Turguénev.

## Biografía
Hija de emigrantes rusos, nació en la ciudad china de Tianjin, el 23 de diciembre de 1928. Kagan-Kans, doctorada en la Universidad de California en Berkeley con una tesis titulada Archetypal patterns in Turgenev's fiction, fue profesora de literatura rusa y lenguas eslavas en la Universidad de Indiana. Autora de obras como Hamlet and Don Quixote: Turgenev's Ambivalent Vision (1975), falleció el 16 de diciembre de 1988.